# Каппелевцы

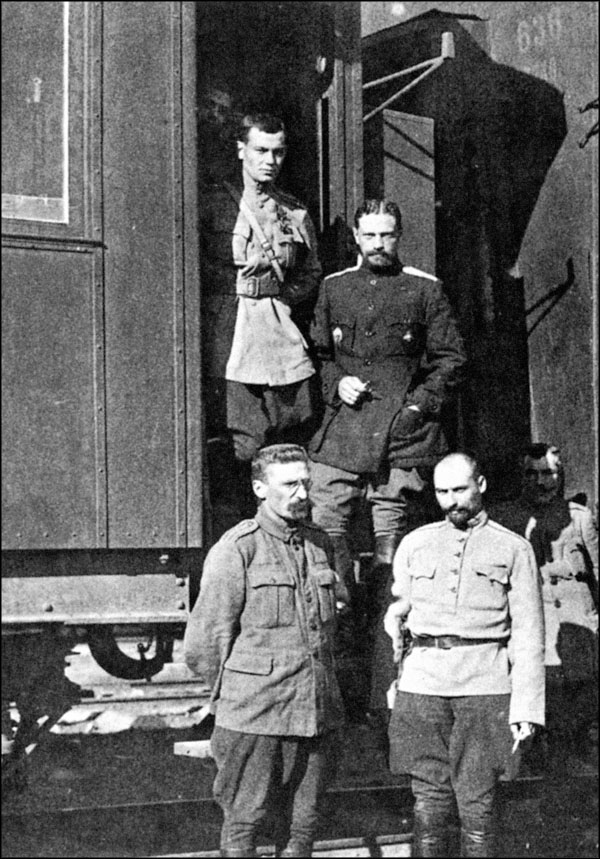
Генерал Каппель и его Солдаты 1918

Ка́ппелевцы — общее название военнослужащих воинских частей Народной армии КОМУЧа и — впоследствии — белой армии Восточного фронта в годы Гражданской войны, самовольно принявших на себя неформальное именное шефство своего командира — Генерального штаба подполковника, впоследствии — генерал-лейтенанта Русской армии Владимира Оскаровича Каппеля.
Со временем название «каппелевцы» вошло в советское искусство и советский бытовой фольклор, а также — в историческую литературу. В среде русской эмиграции первой волны термин был широко распространён и обозначал, в том числе, вполне конкретных людей, в известное время сражавшихся в каппелевских частях. 

## Список каппелевских формирований
- Народная армия КОМУЧа — создана летом-осенью 1918 года.
- 1-й Волжский армейский корпус — 27 февраля 1919 года — 25 мая 1919 года.
- Волжская группа — группа была создана на базе 1-го Волжского корпуса и существовала с 25 мая 1919 года по 20 марта 1920 года. Входила в состав 3-й армии.
- 1-й Волжский стрелковый имени генерала Каппеля полк.
- 3-я Волжская имени генерала Каппеля батарея.

## Отношение Каппеля к наименованию «каппелевцы»
Со слов свидетелей известен по крайней мере один подтверждённый случай, когда Владимир Оскарович на просьбу разрешить официально именоваться «каппелевцами» ответил, что присвоение именного шефства возможно только для особ царского происхождения, а он таковой особой не является.
В период Гражданской войны некоторые части получали как официальные наименования в честь своих шефов — например, Корниловский ударный полк, так и неофициальные именования — например, манакинцы, в честь своего командира ударного полка. Поэтому вышеприведённый пример не имеет отношения к «особам царской фамилии», а демонстрирует скромность Владимира Оскаровича. В Приморье в 1921—1922 году все бывшие части, прошедшие «Сибирский ледяной поход» именовались «каппелевской армией», которая для отличия от «семёновцев» на левом рукаве имела шеврон из георгиевской ленты углом вверх. Отдельные части «Волжан» также имели шифровки на погонах, обозначающие «Волжане Каппеля». На знамени, хранящемся в ЦМВС также присутствует надпись «В К».
ВК на оборотных сторонах знамён обозначает Волжский корпус. Волжане Каппеля — простонародная расшифровка.

## В культуре
Белые части с «корниловским» флагом в чёрной форме «марковцев» участвуют в «психической атаке» в художественном фильме «Чапаев» (1934). Красные называют их «каппелевцами», хотя достоверно известно, что «каппелевцы» с «чапаевцами» в боях Гражданской войны никогда не встречались: армейская группа под командованием Владимира Каппеля действовала против войск Красной армии при их наступлении на Уфу, находясь южнее района действия чапаевской дивизии.